# Hans Pulver
Hans Pulver (ur. 28 grudnia 1902, zm. 8 kwietnia 1977 w Bernie) – szwajcarski piłkarz grający na pozycji bramkarza. W swojej karierze rozegrał 22 mecze w reprezentacji Szwajcarii.

## Kariera piłkarska
Całą swoją karierę piłkarską Pulver spędził w klubie BSC Young Boys z Berna. Zadebiutował w nim w sezonie 1921/1922 i grał w nim do końca sezonu 1935/1936. W sezonie 1928/1929 wywalczył z Young Boys tytuł mistrza Szwajcarii, a w sezonie 1929/1930 zdobył z nim Puchar Szwajcarii.

## Kariera reprezentacyjna
W reprezentacji Szwajcarii Pulver zadebiutował 19 listopada 1922 roku w wygranym 5:0 towarzyskim meczu z Holandią, rozegranym w Bernie. W 1924 roku był podstawowym bramkarzem Szwajcarii na Igrzyskach Olimpijskich w Paryżu. Zdobył na nich srebrny medal. Od 1922 do 1926 roku rozegrał w kadrze narodowej 22 mecze.

## Kariera trenerska
Po zakończeniu kariery piłkarskiej Pulver został trenerem. Prowadził BSC Young Boys, FC Bern i FC Thun.